# Trevor Eve

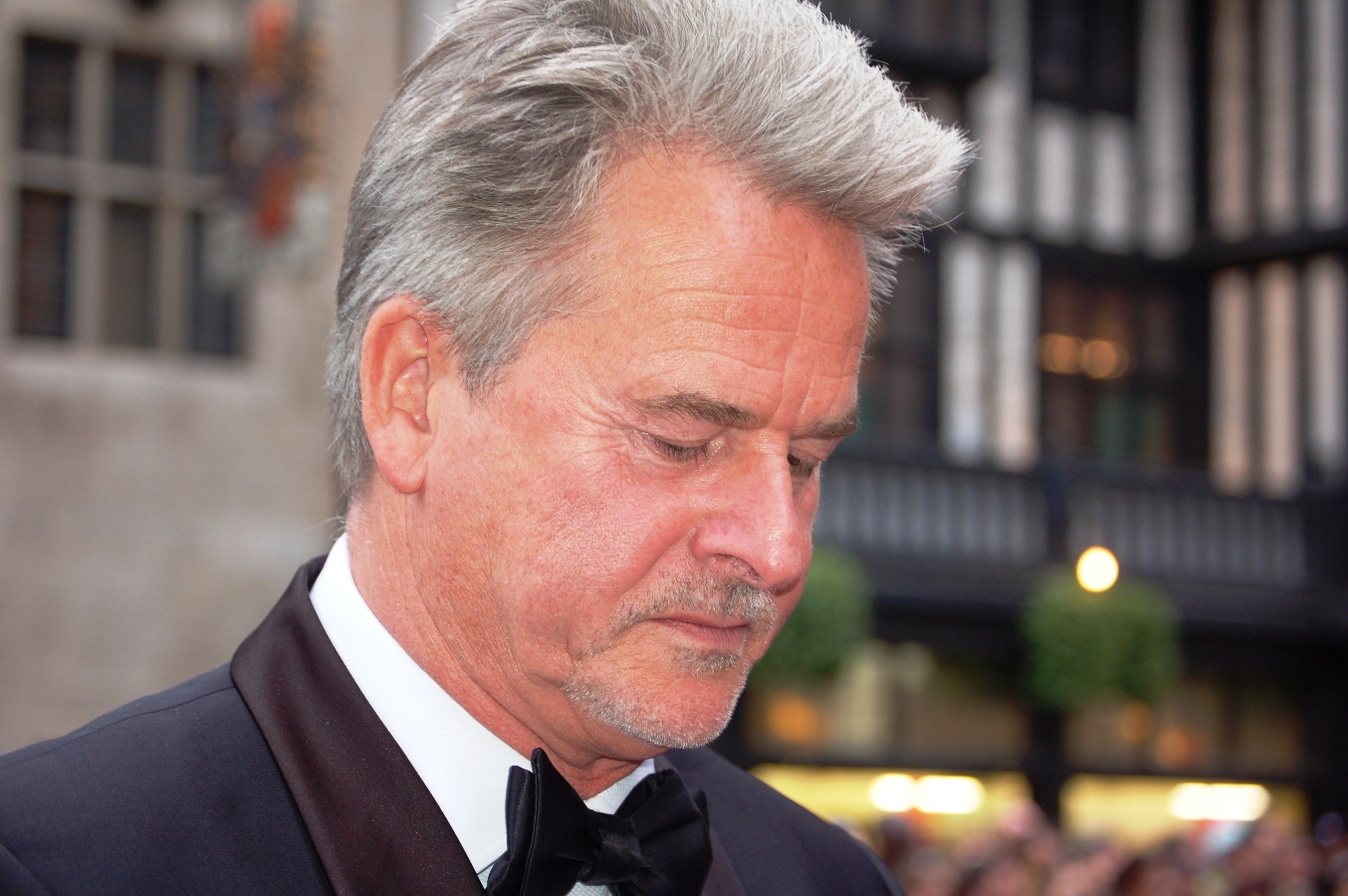
Trevor Eve

Trevor John Eve (Birmingham, 1 juli 1951) is een Engelse film- en televisieacteur. Hij is vooral bekend door zijn rol in de detectiveserie Shoestring in 1979, en als Detective Superintendent Peter Boyd in de BBC televisieserie Waking the Dead van 2000 tot 2011.
Eve werd opgeleid aan de Bromsgrove School. Vanaf zijn vroege jeugd had Eve al ambities om acteur te worden maar dat lukte niet wegens financiële moeilijkheden bij hem thuis. In plaats daarvan ging hij architectuur studeren aan het Kingston University|Kingston Polytechnic College in Londen, maar hij stapte toch over naar de Royal Academy of Dramatic Art (RADA).
Trevor Eve heeft sedert 1970 een loopbaan bij toneel, televisie en speelfilm. Een van zijn eerste rollen was de uitbeelding van Paul McCartney in Willy Russells stuk John, Paul, George, Ringo and Bert in het Lyric Theatre in Londens West End in 1974.
Zijn eerste filmrol was met Laurence Olivier in de film Dracula (1979). In 1979 en 1980 volgde zijn rol als privédetective Shoestring. In 1982 kreeg hij de onderscheiding Laurence Olivier Awards voor Best Actor in a New Play met zijn optreden in het theaterstuk Children of a Lesser God. In 1997 kreeg hij zijn tweede prijs als Best Actor voor zijn optreden in 1996 in Uncle Vanya in het Albery Theater. In september 2000 begon Trevor Eve in de BBC-serie Waking the Dead. Eve speelde de hoofdrol als Detective Superintendent Peter Boyd, leider van een team van CID-detectives, de zogenaamde Cold Case Unit. In 2004 speelde hij de rol van Velior in the Hollywood-film  Troy, met Brad Pitt. Daarna speelde hij in 2006 Dr Patrick Stowe in The Family Man.
In 1980 trouwde Eve met actrice Sharon Maughan, met wie hij drie kinderen heeft. Hun dochter Alice is eveneens actrice.

## Gespeelde rollen
- A Discovery of Witches (2018-2022) .. Gerbert D’Aurillac
- Unforgotten (2015) ... Sir Phillip Cross
- The Interceptor (2014) ... Roach
- Death Comes to Pemberley (2013) ... Judge Sir Selwyn Hardcastle
- Kidnap and Ransom (2011-2012) 6 afleveringen ... Dominic King
- She's Out of My League (2010) ... Mr. McCleish
- The Family Man (2006) (tv) .... Patrick Stowe
- Lawless (2004) (tv) .... John Paxton
- Troy (2004) .... Velior
- Possession (2002) .... Cropper
- Waking the Dead (2000-2011) 82 afleveringen ….Peter Boyd
- David Copperfield (1999) (tv) .... Murdstone
- An Evil Streak (1999) (tv) .... Alex Kyle
- Doomwatch: Winter Angel (1999) (tv) .... Neil Tannahill
- For Love Alone: The Ivana Trump Story (1998) (tv) .... Mark
- Appetite (1998) .... Jay
- The Tribe (1998) .... Kanahan
- Heat of the Sun (1998) (mini) (tv) .... Albert Tyburn
- Next Birthday (1998) .... Mike
- The Politician's Wife (1995) (tv) drie delen .... Duncan Matlock
- Murder in Mind (1994) (tv) .... Malcolm Iverson
- Don't Get Me Started (1994) .... Jack Lane
- No Man's Land (1994) (tv) .... Alex Fisher
- Aspen Extreme (1993) .... Karl Stall
- A Doll's House (1992) (tv) .... Torvald Helmer
- The President's Child (1992) (tv) .... Paul LaFlore
- Jack's Place (1 episode, 1992)
- I See Cupid, I See France (1992) tv Episode
- Murder, She Wrote .... Julian Fontaine (1 episode, 1992)
- Tinker, Tailor, Liar, Thief (1992) tv Episode .... Julian Fontaine
- In the Name of the Father (1992) .... Knight
- Parnell & the Englishwoman (1991) (mini) tv Series .... Charles Stewart Parnell
- A Sense of Guilt (1990) (tv) .... Felix Cramer
- Mirage (1990/I) .... Alphonse Malard
- The Stone Age (1989) (tv) .... Dave Stone
- Scandal (1989) .... Matinee Idol
- Beryl Markham: A Shadow on the Sun (1988) (tv) .... Denys Finch Hatton
- A Wreath of Roses (1987) (tv) .... Richard
- Shadow Chasers (1985) (tv) .... Dr. Jonathan MacKensie
- Jamaica Inn (1985) (tv) .... Jeremiah 'Jem' Merlyn
- The Corsican Brothers (1985) (tv) .... Louis de Franchi/Lucien de Franchi
- Lace (1984) (tv) .... Tom Schwartz
- A Brother's Tale (1983) (tv) .... GordonTaylor
- Shoestring .... Eddie Shoestring (21 episodes, 1979-1980
- Dracula (1979) .... Jonathan Harker
- Hindle Wakes (1976) (tv) .... Alan Jeffcote
- Children (1976) .... Man In Shower